# A Theory of Justice
A Theory of Justice este o lucrare de filosofie politică scrisă de John Rawls. Cartea a apărut pentru prima dată în 1971 și expune concepția "dreptății ca echitate", după cum a numit-o autorul ei.
În A Theory of Justice, Rawls își propune să găsească principiile de bază ale unei organizări politice corecte. În aceasta încercare, filosoful american face apel la ceea ce ar alege indivizi raționali, puși în situația de a face abstracție de particularitățile lor, irelevante din punct de vedere moral.

## Vălul ignoranței
Argumentul lui Rawls pornește de la experimentul mental al vălului ignoranței. Acesta presupune o situație în care oamenii sunt lipsiți de orice cunoștință privind înzestrările lor, valorile morale pe care le au și preferințele concrete. De asemenea, indivizii aflați în spatele vălului ignoranței nu cunosc sentimente precum invidia. Tot ceea ce știu ei este că vor avea preferințe pentru satisfacerea cărora va fi nevoie de mijloace.

## Principiile dreptății
Conform lui Rawls, oamenii aflați în spatele vălului ignoranței vor alege următoarele două principii ale dreptății:
- Fiecare individ va avea cea mai mare libertate posibilă, compatibilă cu un drept egal al celorlalți.
- Inegalitățile sociale și economice sunt justificate dacă:

-posturile și pozițiile sunt deschise tuturor, în condițiile unei egalități corecte a oportunităților
-sunt spre cel mai mare beneficiu al celor mai puțin avantajați membrii ai societății.
Primul principiu nu poate fi încălcat pentru a asigura beneficii sociale și economice mai mari ( primul principiu are prioritate lexicală față de cel de-al doilea ).
Al doilea principiu, numit și principiul diferenței, este rezultatul aplicării unei strategii de tip Maximin. Astfel, oamenii puși să aleagă în condiții de ignoranță privind calitățile lor, vor dori un principiu care să le fie favorabil indiferent de poziția pe care o vor ocupa în societate. Cei aflați în spatele valului ignoranței nu vor risca, din moment ce sunt indivizi raționali, iar riscul ține de o disponibilitate afectivă.

## Critici
Lucrarea lui Rawls a fost criticată de Robert Nozick în lucrarea acestuia, Anarhie, stat și utopie. Nozick expune o concepție libertariană, care intră în conflict cu dreptatea ca echitate prin faptul că respinge orice intervenție a statului în distribuirea bunurilor către indivizi. O altă critică adresată concepției lui Rawls vine de pe poziții comunitariene, din partea lui Michael Walzer în cartea acestuia, The Spheres of Justice.